# 女囚さそりシリーズ
『女囚さそりシリーズ』（じょしゅうさそりシリーズ）とは、篠原とおるの漫画『さそり』を原作とした東映制作による映画シリーズ。主演の梶芽衣子の人気とあわせてヒット作となり、梶の歌う主題歌『怨み節』もヒットした。
ここでは劇場版と、オリジナルビデオ版について記述する。

## 概要
恋人に裏切られた挙句、冤罪によって収監された女囚701号こと「松島ナミ（さそり）」を主人公とした映画シリーズ。収監された刑務所内での看守や女囚による陰惨な私刑（リンチ）や陵辱、刑事による暴力に超人的な精神力と忍耐力で耐え、「怨み」を蓄積していき、最終的には自分を陥れた男達へと復讐を遂げるといったストーリー。さそりを陥れる男達は刑事や代議士、看守など権力に属する者がほとんどであり、その内容から暴力、陵辱、嫌がらせなど、凄惨かつショッキングなシーンが多い。
伊藤俊也が監督となって製作された第1作から第3作までの3作品は、ガラス張りの床下からのショット、回転する室内セットによる場面転換、暗転などの画面構成が特徴となっている。
主演の梶芽衣子は極端に少ないセリフと冷たい目の表情で主人公・ナミを演じ、この作品が代表作の1つとなった。共演者では田村正和・舘ひろし・浅香光代などが異色の配役で出演している。中でも細川俊之はナミを「この世のためにならない奴」として憎しみを抱き、暴力的虐待を加えて殺そうとする冷酷非情な警部を演じている。細川に徹底的に虐待される田村も、舘の冷血なエリート役も彼らとしては珍しい。
梶のシリーズ降板後も、映画、テレビ、オリジナルビデオと後続作品が作られている。ただし、作品ごとに、キャラクターや舞台設定は多少異なる。
2008年に香港映画『さそり』として水野美紀主演でリメイクされ、2009年8月8日に日本で公開された。共演は台湾のディラン・クォ、香港のブルース・リャン、日本からは夏目ナナ、石橋凌らが共演している。

## エピソード
- 吉峰甲子夫プロデューサーから、「この役をやって欲しい」と篠原とおるの原作漫画を渡された梶は、「全てが原作通りだと、当時の荒唐無稽なお色気満載の東映ポルノ・ピンキー路線になってしまう。きちんとした映画にするには大幅にアレンジしないといけない」と考え、吉峰と伊藤俊也監督に「もっとリアルに非情にやりたい。リアルにやるためには、セリフも必要ないと思うんです。この役なら、ひと言もしゃべらないでいいんじゃないでしょうか」と、「しゃべらないか、やらないか、二つに一つです」と、セリフなしなら出演するという条件を出し二人を説得した[1][2]。

- 本作は梶の好演と伊藤監督の手腕などで、東映東京撮影所久しぶりのヒット作になった[3]。しかし脚本を担当した神波史男に漏れ伝わってきた岡田茂東映社長の評価は「ありゃライト線ギリギリの二塁打だな」であった[3]。神波は「みなさんそうやってプロ根性を叩き込まれていったのでしょう」と述べている[3]。

- 伊藤俊也は撮影当時を振り返って「私が東京撮影所に入って、その後十何年が撮影所も激動の時代でした。入ったときには大多数が臨時契約者、やがて全員社員化が進み、春闘が行われるようになって、今度は会社側の攻勢。労働組合は分裂し、またぞろ契約者しか採らない。そしてまた運動が起こる。1972年に契約者の組合が公然と名乗りを上げた、東西の撮影所、テレビプロ（東映テレビ・東映京都テレビ）、制作所（東映東京制作所、東映京都制作所）、動画（東映アニメーション）すべてに。私が『さそり』を撮ったのもその年。契約の破棄を通告して来た会社に対して白紙撤回を求めて集団徹夜団交が行われる。それに参加した後、撮影現場に行ってました。『さそり』には、当時の私を取り巻く状況が色濃く反映されています」などと述べている[4]。

- 第4作は、伊藤ほどのマニアックな凝り方が見られないせいか(そのぶんストレートな娯楽作品になっている)評論家等の評価が低いが、梶自身は伊藤との確執を経て旧知の長谷部を迎え入れたこともあり、今も一番のお気に入りとしている。

## 劇場版作品
オリジナル版
※ いずれも主演は梶芽衣子
1. 女囚701号/さそり（1972年8月25日公開）
監督：伊藤俊也
2. 女囚さそり 第41雑居房（1972年12月30日公開）
監督：伊藤俊也
3. 女囚さそり けもの部屋（1973年7月29日公開）
監督：伊藤俊也
4. 女囚さそり 701号怨み節（1973年12月29日公開）
監督：長谷部安春

リメイク版
1. 新・女囚さそり 701号（1976年11月17日公開）
監督：小平裕　主演：多岐川裕美
2. 新・女囚さそり 特殊房X（1977年6月18日公開）
監督：小平裕　主演：夏樹陽子
3. SASORI IN U.S.A.（1997年4月5日公開）
監督:後藤大輔 主演：斎藤陽子
4. サソリ 女囚701号（1998年10月31日公開）
監督:新村良二 主演:小松千春
5. サソリ 殺す天使（1998年10月31日公開）
監督:新村良二 主演:小松千春
上記作品と同時上映。
6. さそり(2009年8月8日日本公開）
監督・馬偉豪（ジョー・マー）主演：水野美紀
7. 女囚701号 さそり外伝（2011年10月7日公開）
監督：藤原健一 主演：明日花キララ
8. 女囚701号 さそり外伝 第41雑居房（2012年8月8日公開）
監督:藤原健一 主演:葵つかさ[5]

## Vシネマ版
『女囚さそり 殺人予告』(じょしゅうさそりさつじんよこく)は、東映Vシネマの1本として製作された日本のオリジナルビデオ映画。ジャンルはサスペンス・アクション。1991年5月17日レンタル開始、5月24日発売開始。監督は、池田敏春。恋人に裏切られた主人公・女囚ナミを演じるのは岡本夏生。女子刑務所を舞台に恋人を通じて、一人の女囚殺しの依頼を受けた女殺し屋が、任務完了直後に恋人に裏切られその後脱獄して男たちに復讐に向かうドラマ。

### 概要（Vシネマ版）
本作は梶芽衣子主演の女囚701号/さそりのリメイクではなく、続編として作られた作品で、さそりシリーズとしては14年ぶりの復活となった。さそりシリーズのファンだった池田敏春は企画を聞いて監督に名乗りを上げ、梶が演じたさそりが亡くなったと舞台設定の中で一人の女がさそりになっていく過程を描き、全編が第1作のオマージュとなっている。製作発表時のタイトルは『女囚さそり'91』。
女囚さそりを見たことが映画監督を志すきっかけの1つという監督の池田は、当初は梶芽衣子を主演としたストレートな続編を構想した。映画公開から同じく10数年が経過して中年女になった松島ナミを活躍させようと考えていたが、肝心の梶芽衣子に打診するも断られてしまい、もう忘れてほしいという梶の言葉を尊重してこのアイデアを断念した。主人公には当時「ハイレグクイーン」として人気を博していたグラビアタレントの岡本夏生が起用され、主題歌も岡本がかつてのシリーズの主題歌だった「怨み節」をロック調のニューバージョンで歌った。
旧シリーズのファンだった池田は監督就任にあたって、旧作の監督である伊藤俊也と脚本の神波史男に会って挨拶をして「仁義を通した」という。神波とは共同で脚本を執筆してストーリーを考えて、『地獄の黙示録』を少し参考にしてプロットを作成した。コンクリート詰めは神波のアイデアである。池田はかつてのさそりファンに満足と納得してもらえることを念頭に置いて制作を進め、作品の冒頭には旧作と同じく日の丸と君が代を入れてオマージュを捧げた。そして新旧のさそり交代劇をダークファンタジーとして描いて現代ならではのさそり伝説を構築して若いファンへの橋渡しにもなればと願った。
本作は東映Vシネマに、エロスとバイオレンスの女性アクションという新しいジャンルを作った『XX（ダブルエックス）』シリーズの起点となった企画である。
本作には松島ナミという人物が2人登場するが、本記事では便宜上岡本夏生が演じた方を松島ナミ、過去に脱獄を繰り返した伝説の女囚の方を彼女の異名である“さそり”と表記する。
本作では、赤色のものと過去にナミが脱獄時に使用するためにスプーンを研ぐ音が印象的に使われている。
作家の小林信彦は本作を池田監督の『人魚伝説』から一貫するエロティシズムと骨太の反体制エンタテインメントとして評価し、主演の岡本については全く期待していなかったというが「本当によかった」と称賛した。

### 予定された映画化
セールス面でも3万本を超えるヒットを記録したことから、岡本による主演で映画化も予定され、渡辺亮徳東映ビデオ社長（当時）が、石井輝男にシナリオを頼み、松田仁プロデューサーが、岡田茂東映社長（当時）に岡本を会わせた。異人種が混じり合う香港の刑務所を舞台にしたさそり国際版を狙い、東映と東映ビデオの他に香港のゴールデン・ハーベストも出資する合作として企画されていた。岡本夏生にとってこれが映画初主演だったが、岡本の存在感を絶賛していた岡田茂はシリーズ化も視野に入れ、それによって岡本を東映のスターとして育成する目論みだった。脚本を執筆した石井輝男が監督も手がけ、1991年9月に香港でクランクインし、1992年2月に公開予定と伝えられていたが、主演の岡本が倒れたために製作は無期延期と報じられて、岡本はこの騒動で芸能活動を一時休止した。実際には劇中のヌードシーンをめぐって降板したとの週刊誌報道もあり、岡本版の映画化は実現することなく幻に終わった。

### 劇場版とVシネマ版の違い
- 「第41雑居房」の舞台がさそりが地下牢に入れられてから1年後なのに対し、本作は地下牢に入れられてから20年後の設定となっている。
- 郷田が刑務所所長だったのが、本作では既に退職して議員になっている。
- 郷田が右目を負傷するシーンがあるが、「第41雑居房」の前作「女囚701号/さそり」では「一般女囚がガラスの破片を使って負傷させる」が、本作の回想シーンでは「さそりが鋭利なスプーンを使って負傷させる」という演出に変わっている。

### あらすじ（Vシネマ版）
殺し屋・松島ナミは、恋人であるヤクザ・海津から国政選挙に出馬予定の男・郷田を紹介され、彼から“松島ナミ”(以下さそり)という女の顔写真を渡される。郷田は元女子刑務所所長で、脱獄を繰り返す女囚のさそりを20年間地下牢に閉じ込めてきたが近々刑務所が取り壊しされることになった。さそりに対し非人道的処置をしたことが公になると選挙を控える郷田にとってスキャンダルになるため、ナミにさそり殺しを依頼したのだった。海津は郷田から大金を受け取ってナミにこの依頼を受けさせ、彼女は一般的な犯罪者として女子刑務所に送り込まれる。
郷田は現所長・沖崎を含めた4人の職員にだけ「ナミによるさそり殺しの任務」を話し、彼女はひとまず進藤たち5人の女囚がいる雑居房に入れられる。沖崎はナミにさそり殺しをするには単独行動が取りやすい独房に入るべきと伝え、翌日彼女は女囚たち相手に大暴れし指示通り独房行きとなる。沖崎から拳銃と鍵を受け取ったナミは単身刑務所内の地下通路を歩いて地下牢にたどり着くと、閉じ込められていたさそりを射殺する。
その後沖崎たちはさそりの遺体を刑務所の中庭まで運び出して看守や女囚たちの前で火葬するが、ナミは彼らに捉えられ十字架に縄で磔(はりつけ)にされる。直後に沖崎が「さそり殺しはナミ一人による犯行」と裏切り、ナミはさそり支持派の女囚たちからリンチされてしまう。その夜ナミが裏切られたことを知った海津が郷田に説明を求めるが彼に言いくるめられ、海津もまたナミを裏切り見捨ててしまう。
そんな中さそりの遺体に違和感を感じた進藤は、仲間と共に磔にされたナミを助け出すと、彼女が持つさそりの顔写真から遺体は別人と判明する。しかしその直後見回りに来た沖崎と看守は進藤とナミ以外の仲間を銃で撃ち殺し、捉えられた2人は懲罰房に入れられる。ナミは進藤に「私は前所長の郷田からさそり殺しを依頼された殺し屋」と打ち明けると、進藤から本物のさそりの人物像を聞く。その後すきを見てナミと進藤は牢を脱出するが、進藤が看守に撃たれて深手を負い地下通路に逃げ込んだ後死んでしまう。
その後地下牢に着いたナミの目の前で壁が崩れ中から本物のさそりの死体が現れ、何年も前に彼女が職員たちに殺され壁に塗り込まれていたことを知る。その時さそりの手にあった、郷田を隻眼にした鋭利なスプーンを見つけたナミはそれを武器にし、後から来た沖崎たちを殺して刑務所から姿を消す。数日後、選挙活動中の郷田と彼の支援者になった海津の前に鋭利なスプーンを持った囚人服姿のナミが現れ自分を裏切った男たちに復讐を果たそうとする。

### キャスト（Vシネマ版）
- 松島ナミ[26]
演 - 岡本夏生
殺し屋。刑務所では701号[27]と呼ばれる。殺しのテクニックや銃の扱いに長けており、これまでに何人もの人間を闇に葬ってきた。恋人海津への恨みを持った後、沖崎からは「松島ナミに性格が似てきた」、進藤からは「ナミの独特な目に似てきた」と評されるようになる。本人によると殺し屋になってからは、「ただの抜け殻。感情なしのがらんどうの状態で過ごしてきた」とのこと。

ナミと関わる主な人たち
- 海津
演 - 寺田農
ナミの恋人でヤクザ。5年前とある事件に巻き込まれて瀕死状態だったナミを偶然助けたことで知り合い、彼女に殺しのテクニックとセックスの仕方を教えた人物。これまで殺しの仕事をナミにさせて、依頼人から金を受け取ってきた。冒頭で郷田から「刑務所の地下牢にいるさそりを極秘に殺せ」という依頼を2,000万円で受けてナミに侵入させる。
- 郷田（「女囚さそり 第41雑居房」に登場した人物）
演 - 今井健二
元女子刑務所所長。現在は県会議員をしているが近々国政選挙に出馬する予定。以前から海津が世話になっている人物。所長時代にさそりに右目を失明させられたことを長年恨んでいる。刑務所取り壊しにより自身の命令でさそりを20年間も地下牢に閉じ込めたことが発覚するのを恐れ、ナミにさそり殺しを依頼する。

主な女囚たち
- 進藤
演 - 西川峰子
第5雑居房の女囚のボスで30代ぐらいの女囚。同室で5人で共同生活をしていた所、ナミが新入り女囚として入ってくる。同室の仲間と共にさそりに傾倒し信頼しており刑務所移転前に彼女を地下牢から救い出し、一緒に脱獄することを目論む。看守から、「犯罪者にしては頭が切れて腕も立つ」と評価されている。過去のさそりのことをよく知っており、その後親しくなったナミにさそりの人となりを伝える。
- 役名不明
演 - 広岡由里子
第5雑居房の女囚。5人の中でも喧嘩っ早い性格で敵と見なした人物には口汚く罵ったり殴りかかったりしている。進藤を含めた刑務所の他の女囚たちと共に、刑務所内の中庭の土をくわで土を掘ったり地面をならす作業をしている。
- 根本
演 - 水島裕子
第5雑居房の女囚。窪田から気に入られていることを利用して、彼を色仕掛けでたぶらかす。
- 中山
演 - 須磨れい子
第5雑居房の女囚。地下刑務所内の中庭で脱獄をするため、看守を油断させるに2人でレズプレイを始める。
- 木田
演 - 藤本聖名子
第5雑居房の女囚。地下刑務所内の中庭で脱獄をするため、看守を油断させるに2人でレズプレイを始める。
- 進藤たちと対立する女囚
演 - 網浜直子
進藤グループとは別の房の女囚4人組のリーダー。ショートヘアにメガネをかけている。同部屋の仲間と共に進藤のグループと敵対している。進藤たちが慕うさそりをバカにするなどして彼女たちを挑発する。その後ナミがさそりを殺したことで支持派の女囚たちを利用して、彼女へのリンチを扇動する。
- 偽のさそり（大塚）
演 - 宮下順子
さそりと同年代ぐらいの女囚。沖崎たちによってさそりに仕立て上げられた。ナミが収監される数日前に、沖崎の策略とは知らずに脱獄を図って捕まり地下牢に閉じ込められる。その後さそり殺しに来たナミに「私はさそりじゃない」と命乞いするが、銃で撃たれて殺される。
- さそり（伝説の女囚の松島ナミ）
過去に何度も脱獄を繰り返し看守からの度重なる暴力にも耐えてきた女囚。このため看守たちからは目の敵にされているが、女囚たちからは神格化され尊敬されている。進藤によるとナミは「権力に屈せず裏切った人間への復讐に燃えるが、その目は暗いながらも澄んでいた」と評され、“美しい恨みの化け物”、“花のような殺人マシーン”などと称されている。進藤によると脚に過去の脱走時にできた大きな傷跡があるとのこと。

看守たち
- 沖崎（「女囚さそり 第41雑居房」に登場した人物）
演 - 清水綋治
郷田の元部下で現在は刑務所所長。郷田からナミを使ってさそり殺しを命じられ、直近の3人の部下にだけこの任務を伝え、ナミに詳細な段取りを指示する。その後第5雑居房の女囚たちが暴動を起こして一般看守を含めて死傷者が出たため、刑務所の管理体制を問われないために表向き“事故による死傷者”扱いにし、部下に彼女たちを始末するよう命令する。酒が好きで作中では勤務中もお構いなしに酒を飲んでいることが多い。
- 寺尾[28]
演 - 堀田眞三[29]
沖崎に継ぐ立場の看守。サングラスをかけ口ひげを生やしていて、一般看守と違い黒い制服を着ている。過去に何度も脱獄するさそりを手を焼かされてきた。ナミに地下通路からさそりが閉じ込められている地下牢への道順を教える。その後沖崎に命じられて、ナミや進藤を始末しようとする。
- 窪田
演 - 清水宏[30]
さそり殺しの件を知っている一般看守。ナミを案内しながら第5雑居房の説明をする。日常の作業をする女囚を監督する業務を担当。一見すると厳しそうに振る舞っているが、勤務中に隠れて女囚と性行為するなど看守にしては不真面目な性格でエッチなことが好き。ダンプ演じる女性看守から異性として好意を寄せられている。
- 矢野
演 - 桐山栄寿[30]
さそり殺しの件を知っている一般看守。窪田より年下。窪田と同じく日常の作業をする女囚を監督する業務を担当。看守にしては気弱な性格。沖崎から、中庭で磔にされたナミの深夜帯の警備を一人で任され、彼女に麻酔薬を注射する。ちなみに矢野たち一般刑務官は、陸上自衛官のような迷彩服を着用している。
- 女性看守
演 - ダンプ松本
ナミが入ることになった雑居房の見回りや指導などを担当。さそり殺しのことは知らないためさそりを一般的な女囚と思っている。上司たちには礼儀正しく笑顔も見せるが、女囚たちには舐められないように強気な態度で臨んでいる。規則を破った女囚には、懲罰房に入れてムチなどを使った暴力による罰を与える。

その他
- 暴力団の組長
演 - 千波丈太郎
ホームレスに扮した松島ナミに暗殺される。
- 組長の運転手
演 - 町田政則
ベンツを運転しており、ホームレスの扮した近寄る松島ナミに「なんだ乞食か、あっちへ行け！臭えから寄るんじゃねえ！」と邪険に扱う。
- レイプ男
演 - 椿田昇耶
5年前に女子高生だったナミをディスコでナンパし、輪姦する。何日間もし続けた後、放心状態のナミにシャワーをぶっかけ「これはもう役に立たねえな」とドラム缶にナミをコンクリート詰めにして工事作業場で破棄する。
- レイプ男
演 - 武蔵拳
5年前に女子高生だったナミをディスコでナンパし、輪姦する。ナミに「脚を開け』と強要し、ナイフでナミの顔を切り刻む。他の仲間とともにドラム缶にナミをコンクリート詰めにして工事作業場で破棄する。
- レイプ男
演 - 正村栄司
5年前に女子高生だったナミをディスコでナンパし、輪姦する。ロウで垂らしたプレイを好む。他の仲間とともにドラム缶にナミをコンクリート詰めにして工事作業場で破棄する。

### スタッフ（Vシネマ版）
- 監督・脚本 - 池田敏春
- 脚本 - 神波史男
- 原作 - 篠原とおる
- 撮影 - 安藤庄平
- 照明 - 増川弘邦
- 美術 - 山崎秀満
- 録音 - 高木勝義
- 編集 - 阿部嘉之
- 助監督 - 渡辺容大
- 進行主任 - 橋本俊雄
- 音楽 - 埜邑紀見男
- 音楽プロデューサー - 高桑忠男
- 主題歌 - 「怨み節 -ニューアタックバージョン-」（日本クラウン）
  - 編曲 - 塩塚博
  - 唄 - 岡本夏生
- 記録 - 佐々木禮子
- 選曲 - 金成謙二（ドンサウンド）
- 音響効果 - 大泉音映
- 特殊効果 - 國米修市、真武紀
- ガンマスター - 栩野幸知、松本一英
- カースタント - 武士レーシング
- TATE - 渥美博（オフィス國井）
- 協力 - 若狭新一
- 製作協力 - 東映東京撮影所
- 製作 - 東映ビデオ

## オマージュ
この作品へのオマージュは多く存在する。
- キル・ビル - 梶芽衣子の熱狂的なファンであるクエンティン・タランティーノが、『キル・ビル』シリーズで、梶の歌う『怨み節』を使用している。
- 逃亡者おりん
- グルームパーティー-ほとんど喋らない、黒い長髪で目つきの鋭い女性「さそり」が登場する。
- 無限の住人の作者、沙村広明の短編集『おひっこし』の劇中でたびたび、本作品が登場する。
- 2005年日本テレビ系で放送された土9テレビドラマ女王の教室では、その演出家である大塚恭司がタイトルバック、主人公の設定などに対し「演出において影響を受けた映画は（梶芽衣子主演の初期3部作）」であると述べている。
- 2009年公開の園子温監督の映画『愛のむきだし（あいのむきだし、英題Love Exposure）』では、主人公ユウ（配役：西島隆弘）がサソリと称する女性に女装することから物語が展開する。
- さそり監督という女囚さそりの格好をした映画監督も存在する(正体はジーコ内山)。彼(彼女)が演出した津田寛治が女装してさそりになりカンフーで戦う映画『スコーピオン＆スネーク』が2008年に公開されている。